# Московское городское кредитное общество
Московское городское кредитное общество — негосударственное учреждение ипотечного кредитования в Москве. Существовало с 1862 по 1917 год. Дало мощный толчок строительству в Москве.

## История
16 апреля 1859 года Александр II именным указом запретил выдачу государственных ссуд под залог недвижимости. Во второй половине XIX века активизировалось городское строительство. Городу нужен был банк или иная финансовая организация, выдающая кредиты под залог недвижимого имущества. В 1860 году представители Московского купеческого и Мещанского обществ обратились в московскому генерал-губернатору с инициативой создания такой организации.
В 1862 году был официально утвержден устав Общества. Спустя год началась выдача ссуд. Московское городское кредитное общество начало выпуск облигаций.
Благодаря активной рекламе в газетах «Московские ведомости» и «Вестник Московской городской полиции» за короткий удалось привлечь много заемщиков.
В январе 1863 года было заложено недвижимости на 900000 рублей, в феврале — на 3378000 рублей. а к началу операций Общества в мае 1863 года — уже 6265228 рублей.
Расцвет Общество пришелся на начало XX века, когда его председателем был Николай Митрофанович Перепелкин.
За все время существования Общество выдало 35035 ссуд на 662,2 миллиона рублей. Общая прибыль с 1862 по 1912 год составила 12,3 миллиона рублей, доход — 34,8 миллиона. 

## Правила кредитования
- Воспользоваться займом мог только действительный член Общества. Для вступления было необходимо заложить свое недвижимое имущество: каменный или деревянный дом в Москве или пригороде. Факт залога фиксировался нотариусом при Окружных судах.

- Размер ссуды не должен был превышать 75 % оценочной стоимости залоговой недвижимости в Москве и 50 % — в пригороде. Владельцы каменных домов имели преимущество. Срок ссуды для них составлял 26, 29 и 36 лет, в то время как владельцы деревянных построек могли получать ссуды на 15 и 18 лет[2].

- Заложенные объекты недвижимости обязательно должны были быть застрахованы от огня[3].

- Владелец строения должен был поддерживать надлежащее состояние объекта, ремонтировать его. Инспекторы МГКО имели право проверить состояние постройки.

- При заключении договора кредитования собственник здания подписывал расписку о том, что не будет вносить в объект недвижимости изменения, которые могут повлиять на его стоимость[2].

- Заложенные постройки могли переходить по наследству, при этом переходил и долг.

- Оценка закладываемой недвижимости проводилась в соответствии с «Инструкцией для оценки имуществ». Оценивалась не только стоимость жилища (материалы, итоги продаж аналогичных объектов), но и доход, получаемый с недвижимости. Оценка не должна была превышать 10-летний доход для каменных зданий и 6-летний доход для деревянных[2].
- Для получения кредита домовладелец должен был собрать пакет документов: закладной лист, составленный у нотариуса; копию плана застройки той части дома, где находится объект недвижимости; план обмера, подробно описывающий постройку и землю, на которой он находится; квитанции страховой компании, подтверждающие оплату полиса[4].
- После выплаты суммы кредита Общество возвращало кредитору закладной лист[1].
- Владелец недвижимости имел возможность несколько раз закладывать один и тот же объект.
- Для того, чтобы минимизировать мошеннические действия с недвижимостью, все записи о строениях заносились в Крепостную книгу. Туда же вносились записи о закладе имущества.

## Ценные бумаги МГКО
Изначально были выпущены 5%-ные облигации. Ценные бумаги МГКО печатались в Экспедиции заготовления государственных бумаг. Существовало четыре номинала облигаций: 100, 500, 1000 и 5000 рублей. Бланки переплетались в книги. При выдаче бланки вырезались таким образом, что в книге оставался корешок облигации с индивидуальным номером, что снижало вероятность подделки. На ценной бумаге размещались выдержки из текста указа. 
Объем эмиссии составил 350,7 млн рублей. 1 сентября 1895 года был начат выпуск 4,5%-ных облигаций на сумму 311,9 млн рублей. Общество было посредником между заемщиками и держателями ценных бумаг. Облигации МГКО являлись закладными листами, по которым выплачивались проценты. На ценной бумаге размещались процентные купоны на 10 лет вперед. В установленный срок Общество было обязано их выкупить у держателей.
Закладные листы выпускались два раза в год,  1 марта и  1 сентября. Проценты начислялись со дня выпуска ценной бумаги. Выплата процентов осуществлялась через полгода после выпуска бумаги, 1 марта и 1 сентября. При получении процентов от закладного листа отрезался соответствующий купон.
Московское городское кредитное общество изъяло из обращения 5%-ных облигаций на сумму 124,2 млн рублей, 4,5%-ных — на 40,9 млн рублей. За 50 лет работы Общество было оплачено купонов на 238,7 млн рублей.
Ценные бумаги МГКО считались надежными, и под них можно было получить кредит в Московской конторе Госбанка.

## Структура и экономика МГКО
Московское городское кредитное общество управлялось тремя органами: Общим Собранием, Наблюдательным Комитетом, Правлением Общества. Высшим органом было Общее собрание. Его основные функции: избрание членов Правления, Наблюдательного комитета, всех выборных лиц; проверка и утверждение отчетов и смет; утверждение плана действий Общества; изменение Устава Общества.
Правление Общества занималось решением всех операционных вопросов, сосредотачивая в себе исполнительную власть. Правление состояло из трех директоров, выбираемых на три года из действительных членов Общества. Раз год Правление подготавливало и публиковало отчет со всеми статистическими данными Общества.
Наблюдательный комитет занимался формированием отчетов по всем важным для Общества вопросам. Он состоял из 12 членов.
Доходы, образовавшиеся в конце года, переходили в Запасной капитал. Эти средства предназначались для выплат процентов по ценным бумагам и обслуживания основного долга по облигациям. Запасной капитал, сформированный еще в 1866 году, хранился в различных ценных бумагах государственных и частных структур.

## Благотворительность
Общество активно выделяло средства на помощь нуждающимся. Общий размер вложений превысил 1,85 миллиона рублей. Первым платежом на помощь нуждающимся стало выделение 500 рублей на помощь местностям, пострадавшим от неурожая в 1867 году. В 1877 году голодающие Самарской губернии получили 1000 рублей.
Во время подъема освободительного движения славян на Балканах членами МГКО через Славянский благотворительный комитет было выделено 50 тысяч рублей. Во время русско-турецкой войны 1877—1878 годов на помощь увечным воинам и их семьям было выделено еще 100 тысяч рублей. Заемщикам МГКО, участвующим в боевых действиям, была предоставлена отсрочка платежа по кредиту. В 1878 году Обществом было выделено 25 тысяч рублей для покупки морских судов.
Во время Русско-Японской войны на благотворительность было выделено 750 тысяч рублей. Помощь получали члены общества, студенты Московского университета, пострадавшие от неурожая, родственники увечных воинов. В 1914 году не средства Общества был основан госпиталь при Московском Строгановском училище. В 1915 году по настоянию Н. В. Глоба, директора Строгановского училища и члена МГКО, в здании госпиталя была основана часовня. В 1916 году при участии, МГКО, Общества Марии Федоровны и Русского Общества Красного Креста часовня была переоборудована в церковь.
Для помощи детям членов-заемщиков МГКО были основаны различные стипендии:
- Александровская ( в память 25-летия царствования Александра II). Выделялись 500 рублей, на двух или четырех человек.
- Долгоруковская (в память 25-летия службы генерал-губернатора Москвы В.А. Долгорукова). Выделялись 250 рублей на двоих.
- Николаевская (в честь бракосочетания Николая II и Александры Федоровны). Выделялись 250 рублей на двоих.
- Имени графа С.Ю. Витте, в честь 40-летия деятельности МГКО. Выделялись 6 стипендий. По две в мужском и женском Коммерческом училищах, одна в Коммерческом институте и одна в Торговых классах.
- Стипендия в память 50-летия освобождения крестьян. Выделялось две премии по 100 рублей студентам Московского Промышленного Училища.

В общей сложности было выделено 42262 рубля. В год выделялось 2100 рублей на 16 человек. 